# 2I/Borisov

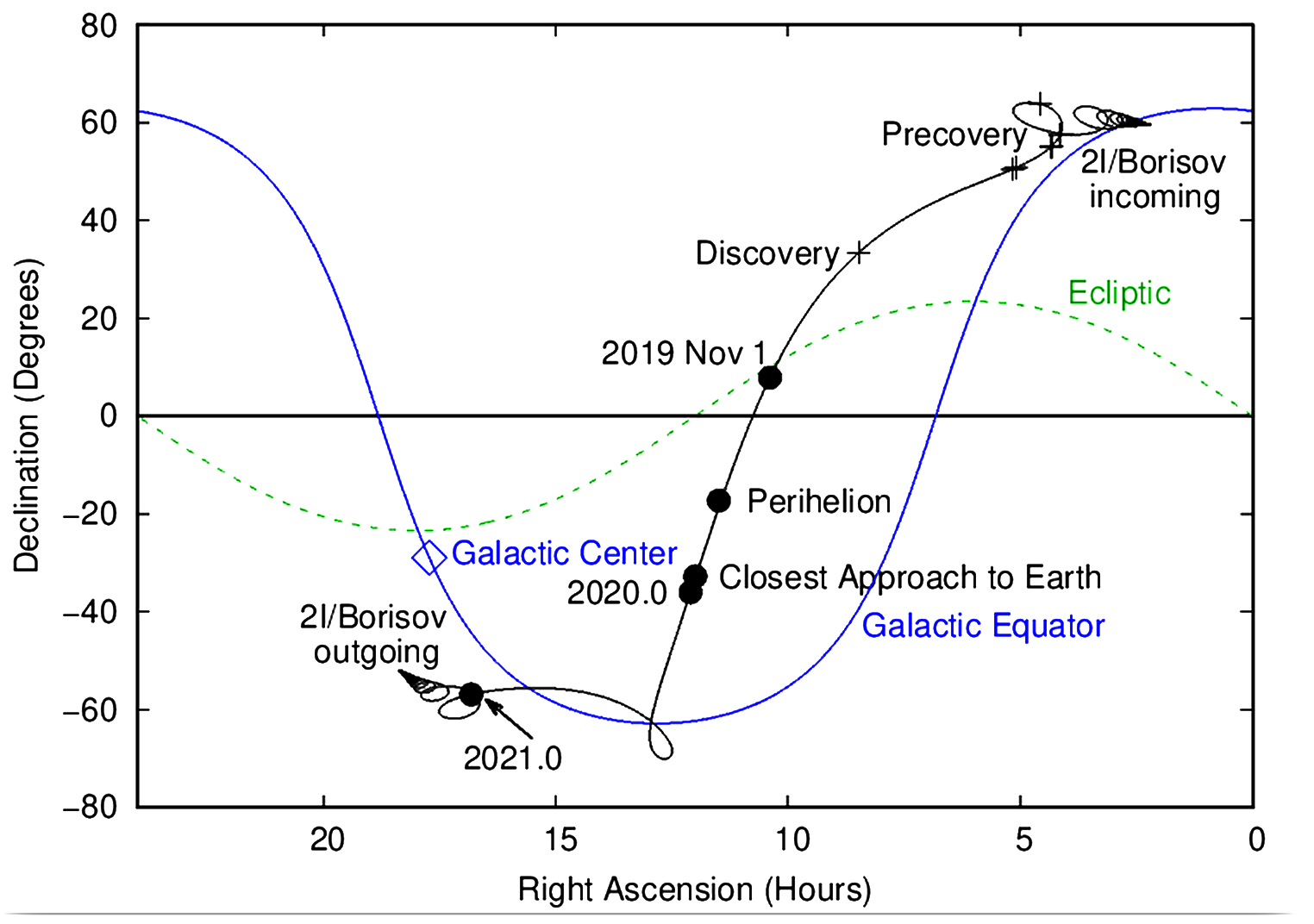
A 2I/Borisov megfigyelt és az ebből számított előzetes és majdani pályája az égbolton

A 2I/Borisov, más néven C/2019 Q4 egy csillagközi térből érkezett, a Naprendszeren áthaladó üstökös. A Nap gravitációs vonzása által módosult hiperbolikus pályájának numerikus excentricitása körülbelül 3,4. Legnagyobb látszólagos fényessége 16m körüli volt.

## Felfedezés
Az objektumot 2019. augusztus 30-án fedezte fel Gennagyij Vlagyimirovics Boriszov amatőrcsillagász a Krímben egy házi készítésű 65 cm-es távcsővel a MARGO Obszervatóriumban. Miután a Minor Planet Center (MPC) üstököspályát állapított meg, C/2019 Q4 (Borisov) nevet adott neki. Miután megerősítették a csillagközi térből való származást, az MPC a Naprendszerben megfigyelt második ilyen objektumként az ’Oumuamua után a 2I/Borisov jelölést adta neki.

## Üstököspálya
Útja során az üstökös a Cassiopeia csillagkép irányából mintegy 45°-os szögben közelítette meg az ekliptikát, amelyet 2019. október 26-án keresztezett a kisbolygóöv belső határánál. A Naphoz legközelebbi (perihélium) pontját 2019. december 8-án érte el kétszeres csillagászati egység távolságban; az ezzel hozzávetőlegesen megegyező legkisebb földtávolság 2019 végén következett be. 2020 júliusáig volt követhető.

## Fizikai tulajdonságok
Mivel az üstökös felfedezése után a Naphoz közel látszott, éjszakánként csak körülbelül 1-2 órán keresztül lehetett tanulmányozni. Szeptemberre már kóma alakult ki, és átmérőjét kezdetben 2-16 kilométeresnek határozták meg. A Hubble űrtávcső által készített képek azonban sokkal kisebb, kevesebb mint egy kilométeres méretet mutattak.
A 2019. szeptember 13-án a Gran Telescopio Canarias távcsővel a látható tartományban készített spektrum alapján a felszín összetétele hasonló a Oort-felhő tipikus üstököseihez. Ez tehát egészen más, mint az első Naprendszerben megfigyelt csillagközi objektum, az ’Oumuamua.
2020 március elején több fényességkitörést is megfigyeltek az üstökös magjánál.
Március végén a Hubble űrtávcső által készített képekből kiderült, hogy a 2I/Borisov kettétört.
2020 áprilisában a tudósok arról számoltak be, hogy a Borisov sok szén-monoxidot tartalmaz, és feltehetően egy protoplanetáris korong hideg, külső régiójából származik.

## Fordítás
- Ez a szócikk részben vagy egészben  a(z)   2I/Borisov című német Wikipédia-szócikk fordításán alapul.  Az eredeti cikk szerkesztőit annak laptörténete sorolja fel. Ez a jelzés csupán a megfogalmazás eredetét és a szerzői jogokat jelzi, nem szolgál a cikkben szereplő információk forrásmegjelöléseként.